# Måns Söderqvist
Måns Oskar Söderqvist (Emmaboda, 8 febbraio 1993) è un calciatore svedese, attaccante dell'Oskarshamns AIK.

## Caratteristiche tecniche
È un giocatore in grado di ricoprire tutti i principali ruoli d'attacco.

## Carriera
Ha debuttato in Allsvenskan con la maglia del Kalmar il 24 ottobre 2010, a 17 anni, entrando al 90' minuto contro il Mjällby. Negli anni a seguire ha trovato maggiore spazio, giocando spesso come centrocampista offensivo. Dal 2014 è stato schierato principalmente come attaccante, e ha chiuso quella stagione con 10 gol segnati in 27 partite.
Scaduto il contratto con il Kalmar, Söderqvist ha firmato un triennale con l'Hammarby allenato dal suo vecchio allenatore Nanne Bergstrand.
Nel luglio del 2016, dopo una stagione e mezza con la maglia dell'Hammarby (3 gol in 33 presenze), Söderqvist ha fatto ritorno alla sua precedente squadra, il Kalmar. Durante questa parentesi è rimasto per tre anni e mezzo perdendo però gran parte della stagione 2017, nella quale ha potuto giocato solo tre partite per via prima di un infortunio alla coscia e poi di un infortunio all'anca. Ha lasciato la squadra alla fine della stagione 2019, quando è scaduto il suo contratto.
Nel gennaio 2020 ha accettato il contratto biennale del Trelleborg, scendendo dunque di categoria in quanto la squadra si apprestava a partecipare al campionato di Superettan 2020.
Dopo le due stagioni al Trelleborg, Söderqvist è sceso ulteriormente di categoria approdando nella terza serie nazionale all'Oskarshamns AIK.